# Deadmau5
Deadmau5, nome artístico de Joel Thomas Zimmerman (Niagara Falls, 5 de janeiro de 1981), é um DJ e produtor musical canadense, conhecido por suas composições de house progressivo. Seu nome é pronunciado como Dead Mouse. Zimmerman produz uma variedade de estilos dentro do gênero de House e algumas vezes outras formas de música eletrônica. Suas músicas foram incluídas em vários álbuns de compilação como o CD de 2007 In Search of Sunrise 6: Ibiza. A edição de Fevereiro de 2008 da revista de música MixMag incluiu um CD grátis onde estava escrito MixMag Apresenta: O nome mais quente do Dance! DEADMAU5 Loucura do Tech-Trance-Electro, mixado por Zimmerman. Músicas também foram incluídas e apresentadas no show de rádio A State of Trance de Armin Van Buuren. Seu álbum de estréia, Get Scraped, foi divulgado em 2005, seguido por outros nos anos seguintes.
Além de seus releases solos, Zimmerman trabalhou ao lado de outros Djs e produtores, como Kaskade, MC Flipside, Rob Swire de Knife Party e Pendulum, Wolfgang Gartner, Bighorse, e em muitos releases, Zimmerman teve participações com Melleefresh. A data de divulgação atualmente é desconhecida, porém um breve single de 12 segundos produzido no Vinyl intitulado "I don't Wante No Other" foi divulgado por Joel Zimmerman sob o pseudônimo "Dred and Karma". O álbum de 2006 como nome de Deadmau5 Circa 1998-2002 foi lançado com o pseudônimo de "Halcyon441" e a colaboração com Joel Zimmerman e Steve Duda sob o pseudônimo de "BSOD" (sigla para "Better Sounding on Drugs")
Deadmau5 recebeu seis indicações ao Grammy.

## Início de carreira
Zimmerman nasceu em Niagara Falls, Ontário. Sua mãe, Nancy (nascida Johnson), é uma artista visual, e seu pai, Rodney Thomas "Rod" Zimmerman, é um trabalhador na General Motors. Ele tem dois irmãos, Jennifer (mais velha) e Chris (mais nova). Sua ascendência inclui alemães, suíços, e ingleses. Ele recebeu seu primeiro teclado de Natal, quando ele era um adolescente. Sua carreira começou em meados de 1990, com um som de chiptune e demoscene influenciado.
No final de 2012, uma faixa demo feita por Zimmerman, de 1995 chamada de "Can't remember the name" ressurgiu no YouTube.

## Biografia
Em 2008, ele foi o maior artista de vendas no Beatport com mais de trinta mil downloads digitais com as músicas "Not Exactly", "Faxing Berlin" e "Ghosts N Stuff", entre outras. Deadmau5 recebeu duas nomeações para o "Juno Awards Dance Recordings Of the Year", no Juno Awards de 2008 por uma composição com Billy Newton-Davis e Melleefresh. Ele não ganhou o prêmio por Melleefresh "After Hours", mas ele ganhou o prêmio por "Newton Davis - All you Ever Want". Em 1 de maio de 2008, Deadmau5 se tornou o mais premiado DJ/Produtor/Remixer do "Beatport Music Awards". Seu álbum Random Album Title foi lançado em 2 de setembro de 2008, nos Estados Unidos.Também é marcado por suas famosas fantasias de rato, principalmente a versão eletrônica. Normalmente, ele usa a fantasia vermelha, mas em segundo plano preta, azul, prateada (globo espelhado) ou laranja; e em grandes shows, a eletrônica. Em novembro de 2011, deadmau5 comandou a maior festa de lançamento de um smartphone no mundo, em Londres e ficou conhecido como o DJ exclusivo da Nokia, sendo que ele tocou a festa do lançamento do Nokia Lumia 800, em Londres, com direito à projeção 4D.
Em 2011 ganhou o posto de 4º melhor DJ do mundo, eleito pela revista inglesa DJ Mag, em 2012 caiu uma posição, ficando em 5º melhor do mundo e, em 2013, ficou em 12º melhor do mundo pela DJMag. Atualmente Deadmau5 ocupa a posição 25 na lista 2015 da DJMag.

## Carreira

### 2005-2006: Get Scraped e compilações realizadas solo
Joel lançou seu primeiro álbum de estúdio, intitulado Get Scraped em 26 de julho de 2005. Possui trilhas de uma variedade de gêneros, incluindo trance, drum and bass, IDM, ambient / downtempo, o ruído pop e trip hop. As faixas "Just Before 8bit", "Nice Try, Kiddo" e "Uploading and downloading" do Project 56 foram editadas e expandiu-se em Get Scraped sob os nomes de "8bit", "Try Again" e "Unspecial effects", respectivamente. Tracks "Bored of Canada", "Intelstat" e "I Forget" reapareceram neste álbum como é, assim como "A conexão Oshawa" de deadmau5 Circa 1998-2002.
Três compilações realizadas solo, Projeto 56, deadmau5 Circa 1998-2002, e A Little Oblique, foram concluídas em 2006, com o Project 56 sendo um lançamento oficial em fevereiro de 2008.

## Discografia

### Álbuns de estúdio
| Título                                                                                        | Detalhe do álbum | Posições em paradas músicais | Posições em paradas músicais | Posições em paradas músicais | Posições em paradas músicais | Posições em paradas músicais | Posições em paradas músicais | Posições em paradas músicais | Posições em paradas músicais | Posições em paradas músicais | Certificações                          |
| Título                                                                                        | Detalhe do álbum | AUS                          | AUT                          | BEL                          | FRA                          | ALE                          | HOL                          | SUI                          | UK                           | EUA                          | Certificações                          |
| --------------------------------------------------------------------------------------------- | --- | ---------------------------- | ---------------------------- | ---------------------------- | ---------------------------- | ---------------------------- | ---------------------------- | ---------------------------- | ---------------------------- | ---------------------------- | -------------------------------------- |
| Random Album Title                                                                            | - Lançamento: 2 de setembro de 2008 - Gravadora: mau5trap, Ultra, Ministry of Sound - Formatos: CD, digital download   | —                            | —                            | —                            | —                            | —                            | —                            | —                            | 31                           | —                            | - MC: ouro - BPI: prata                |
| For Lack of a Better Name                                                                     | - Lançamento: 22 de setembro de 2009 - Gravadora: mau5trap, Ultra, Virgin - Formatos: CD, digital download             | 49                           | —                            | —                            | —                            | —                            | —                            | —                            | 19                           | —                            | - MC: ouro - BPI: prata                |
| 4×4=12                                                                                        | - Lançamento: 6 de dezembro de 2010 - Gravadora: mau5trap, Ultra, Virgin - Formatos: CD, digital download              | —                            | —                            | 69                           | —                            | —                            | 82                           | 56                           | 48                           | 47                           | - MC: platina - BPI: ouro - RIAA: ouro |
| Album Title Goes Here                                                                         | - Lançamento: 25 de setembro de 2012 - Gravadora: mau5trap, Ultra, Virgin, Parlophone - Formatos: CD, digital download | 11                           | 24                           | 22                           | 51                           | 39                           | 16                           | 18                           | 9                            | 6                            | - MC: ouro                             |
| While(1<2)                                                                                    | - Lançamento: 17 de junho de 2014 - Gravadora: mau5trap, Astralwerks, Virgin - Formatos: CD, digital download          | 9                            | 36                           | 36                           | 165                          | 31                           | 36                           | 25                           | 14                           | 9                            |                                        |
| W:/2016Album/                                                                                 | - Lançamento: 2 de dezembro de 2016 - Gravadora: mau5trap - Formatos: CD, digital download                             | —                            | —                            | 133                          | —                            | —                            | 145                          | 84                           | —                            | 74                           |                                        |
| "—" indica que a gravação não foi incluída nas paradas ou não foi distribuída naquela região. | |                              |                              |                              |                              |                              |                              |                              |                              |                              |                                        |

## Singles

### Como artista principal
| Título                                                                                        | Ano  | Posições em paradas músicais | Posições em paradas músicais | Posições em paradas músicais | Posições em paradas músicais | Posições em paradas músicais | Posições em paradas músicais | Certificações                              | Álbum                     |
| Título                                                                                        | Ano  | BEL                          | FRA                          | HOL                          | SUI                          | UK                           | EUA                          | Certificações                              | Álbum                     |
| --------------------------------------------------------------------------------------------- | ---- | ---------------------------- | ---------------------------- | ---------------------------- | ---------------------------- | ---------------------------- | ---------------------------- | ------------------------------------------ | ------------------------- |
| "Faxing Berlin"                                                                               | 2006 | —                            | —                            | —                            | —                            | —                            | —                            |                                            | Random Album Title        |
| "Not Exactly"                                                                                 | 2007 | —                            | —                            | —                            | —                            | —                            | —                            |                                            | Random Album Title        |
| "Arguru"                                                                                      | 2007 | —                            | —                            | —                            | —                            | —                            | —                            |                                            | Random Album Title        |
| "I Remember" (with Kaskade)                                                                   | 2008 | —                            | —                            | 23                           | —                            | 14                           | —                            | - MC: ouro - BPI: prata                    | Random Album Title        |
| "Ghosts 'n' Stuff" (featuring Rob Swire)                                                      | 2008 | —                            | —                            | —                            | —                            | 12                           | —                            | - MC: 3× platina - BPI: prata - RIAA: ouro | For Lack of a Better Name |
| "Word Problems"                                                                               | 2009 | —                            | —                            | —                            | —                            | —                            | —                            |                                            | For Lack of a Better Name |
| "Lack of a Better Name"                                                                       | 2009 | —                            | —                            | —                            | —                            | —                            | —                            |                                            | For Lack of a Better Name |
| "Strobe"                                                                                      | 2009 | —                            | —                            | —                            | —                            | —                            | —                            |                                            | For Lack of a Better Name |
| "Some Chords"                                                                                 | 2010 | —                            | —                            | —                            | —                            | —                            | —                            |                                            | 4×4=12                    |
| "Animal Rights" (with Wolfgang Gartner)                                                       | 2010 | —                            | —                            | —                            | —                            | 70                           | —                            |                                            | 4×4=12                    |
| "Sofi Needs a Ladder"                                                                         | 2010 | —                            | —                            | —                            | —                            | 68                           | —                            | - MC: platina                              | 4×4=12                    |
| "Right This Second"                                                                           | 2010 | —                            | —                            | —                            | —                            | 100                          | —                            |                                            | 4×4=12                    |
| "Bad Selection"                                                                               | 2010 | —                            | —                            | —                            | —                            | —                            | —                            |                                            | 4×4=12                    |
| "Raise Your Weapon"                                                                           | 2011 | —                            | —                            | —                            | —                            | —                            | 100                          | - MC: platina                              | 4×4=12                    |
| "Maths"                                                                                       | 2012 | —                            | —                            | —                            | —                            | —                            | —                            |                                            | Album Title Goes Here     |
| "The Veldt" (featuring Chris James)                                                           | 2012 | 35                           | 149                          | 63                           | 68                           | 68                           | —                            | - MC: platina                              | Album Title Goes Here     |
| "Professional Griefers" (featuring Gerard Way)                                                | 2012 | 74                           | —                            | —                            | —                            | 81                           | —                            |                                            | Album Title Goes Here     |
| "Channel 42" (with Wolfgang Gartner)                                                          | 2013 | —                            | —                            | —                            | —                            | —                            | —                            |                                            | Album Title Goes Here     |
| "Avaritia"                                                                                    | 2014 | —                            | —                            | —                            | —                            | —                            | —                            |                                            | While(1<2)                |
| "Seeya" (featuring Colleen D'Agostino)                                                        | 2014 | 90                           | —                            | —                            | —                            | —                            | —                            | - MC: platina                              | While(1<2)                |
| "Infra Turbo Pigcart Racer"                                                                   | 2014 | —                            | —                            | —                            | —                            | —                            | —                            |                                            | While(1<2)                |
| "Phantoms Can't Hang"                                                                         | 2014 | —                            | —                            | —                            | —                            | —                            | —                            |                                            | While(1<2)                |
| "Snowcone"                                                                                    | 2016 | —                            | —                            | —                            | —                            | —                            | —                            |                                            | W:/2016Album/             |
| "Let Go" (featuring Grabbitz)                                                                 | 2016 | —                            | —                            | —                            | —                            | —                            | —                            |                                            | W:/2016Album/             |
| "—" indica que a gravação não foi incluída nas paradas ou não foi distribuída naquela região. |      |                              |                              |                              |                              |                              |                              |                                            |                           |